# Andreas von Seisser
Andreas Seisser, seit 1885 Ritter von Seisser (auch Seißer)  (* 1. Dezember 1837 in Würzburg; † 15. September 1911 in Fürstenfeldbruck) war von 1898 bis 1909 Präsident der Bayerischen Staatsbank.

## Leben
Andreas Seisser wurde 1837 als Sohn des Tuchhändlers und Posamentenmachers Michael-Philipp Seisser geboren. Die Familie führte seit Ende des 18. Jahrhunderts ein Handelshaus im Kürschnerhof in Würzburg, welches noch heute existiert.
Seisser studierte an der Julius-Maximilians-Universität und wurde 1857 im Corps Bavaria Würzburg aktiv. Nach dem Studium wurde er königlicher Ministerialrat, 1901 – zunächst in Nürnberg – Ministerialdirektor der königlichen Bank. Am 1. Februar 1900 wurde er unter der Verleihung des Ehrentitels „Exzellenz“ in den Ruhestand versetzt. Seisser war durch die Verleihung des Ritterkreuzes des Verdienstordens der Bayerischen Krone in den persönlichen Adelsstand erhoben wurden und durfte sich nach Eintragung in die Adelsmatrikel am 28. Dezember 1885 „Ritter von Seisser“ nennen. 1901 erhielt er das Komturkreuz des Ordens. 1906 wurde er zudem Ritter II. Klasse mit Stern des Verdienstordens vom Heiligen Michael. Seisser war Komtur I. Klasse des Herzoglich Sachsen-Ernestinischen Hausordens und darüber hinaus Staatssekretär im Finanzministerium.
Andreas Ritter von Seisser heiratete in erster Ehe Else Leiblein, Tochter von Valentin Leiblein und Katharina Leiblein, geborene Herz. Aus der Ehe gingen drei Kinder hervor. Andreas von Seisser starb am 15. September 1911 in Fürstenfeldbruck bei München. Andreas von Seisser war der Onkel des Chefs der bayerischen Landespolizei, Oberst Hans von Seißer, der an der Niederschlagung des Hitlerputsches beteiligt war.

## Wappen
Wappen (eingereicht als Seisser'sches Familienwappen beim bayerischen Reichsheroldenamt durch Andreas von Seisser und übernommen ohne Veränderung als persönliches Wappen von demselben, anlässlich seiner Aufnahme in die bayerische Adelsmatrikel): Wappenschild geteilt. Oben in blau ein goldener Sparren. Unten in rot drei goldene Sterne (2,1). Auf dem Helm ein blauer Flug mit einem Sparren. Helmdecken rot-golden und blau-golden. Als Andreas von Seissers Neffe, der Oberst Hans Seißer, im Jahr 1914 ebenfalls geadelt wurde, stiftete dieser ein neues Wappen, dass anstatt der drei Sterne des Familienwappens, eine offene silberne Schwurhand aus dem Wappen der Stadt Bapaume zeigt. Der goldene Sparren des Familienwappens wurde beibehalten.